# Friguiagbé
Friguiagbé est une localité de Guinée située dans la région de Kindia et la préfecture de Kindia.

## Histoire

Friguiagbé vers 1905.
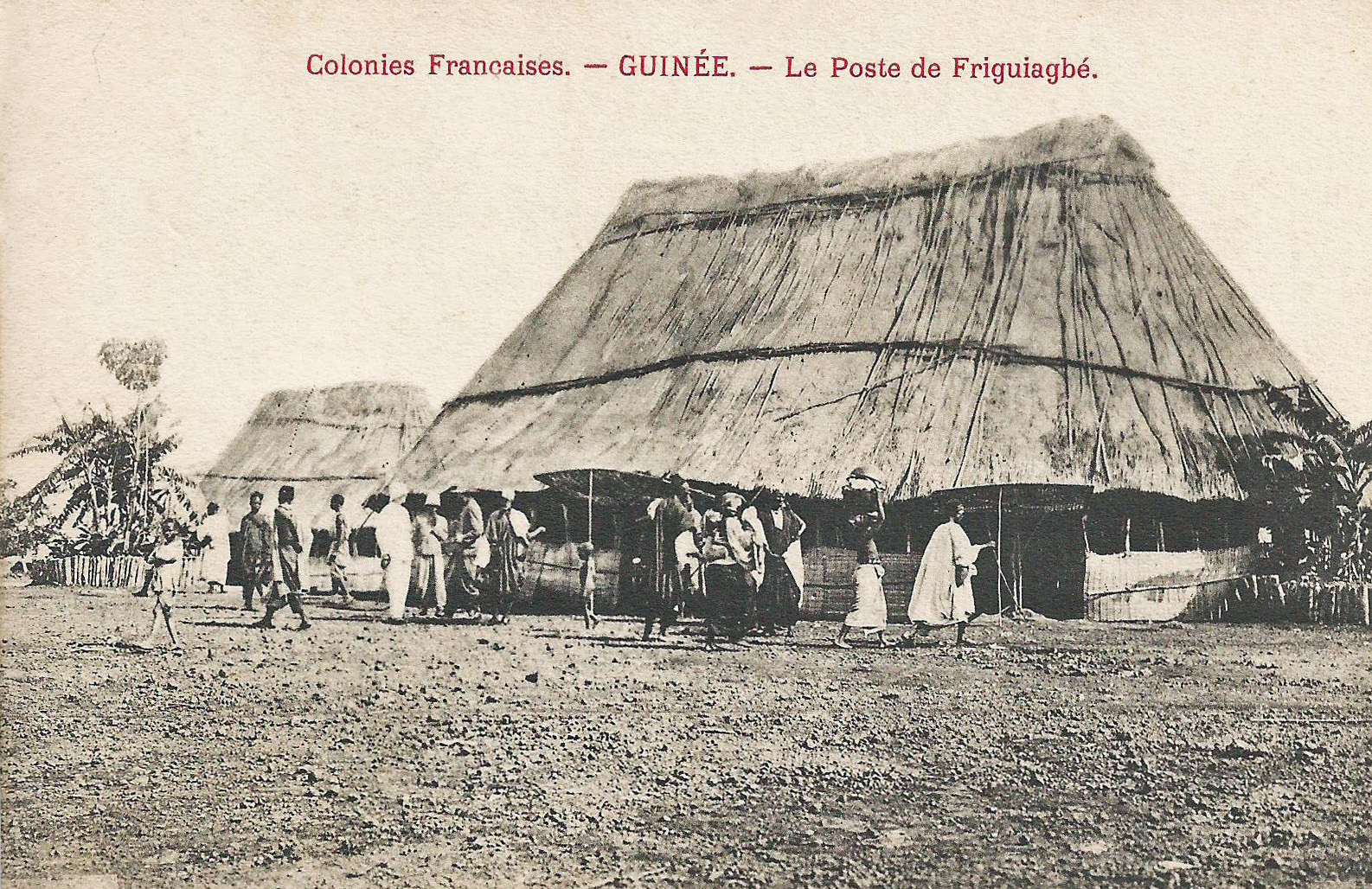
Le poste de Friguiagbé.
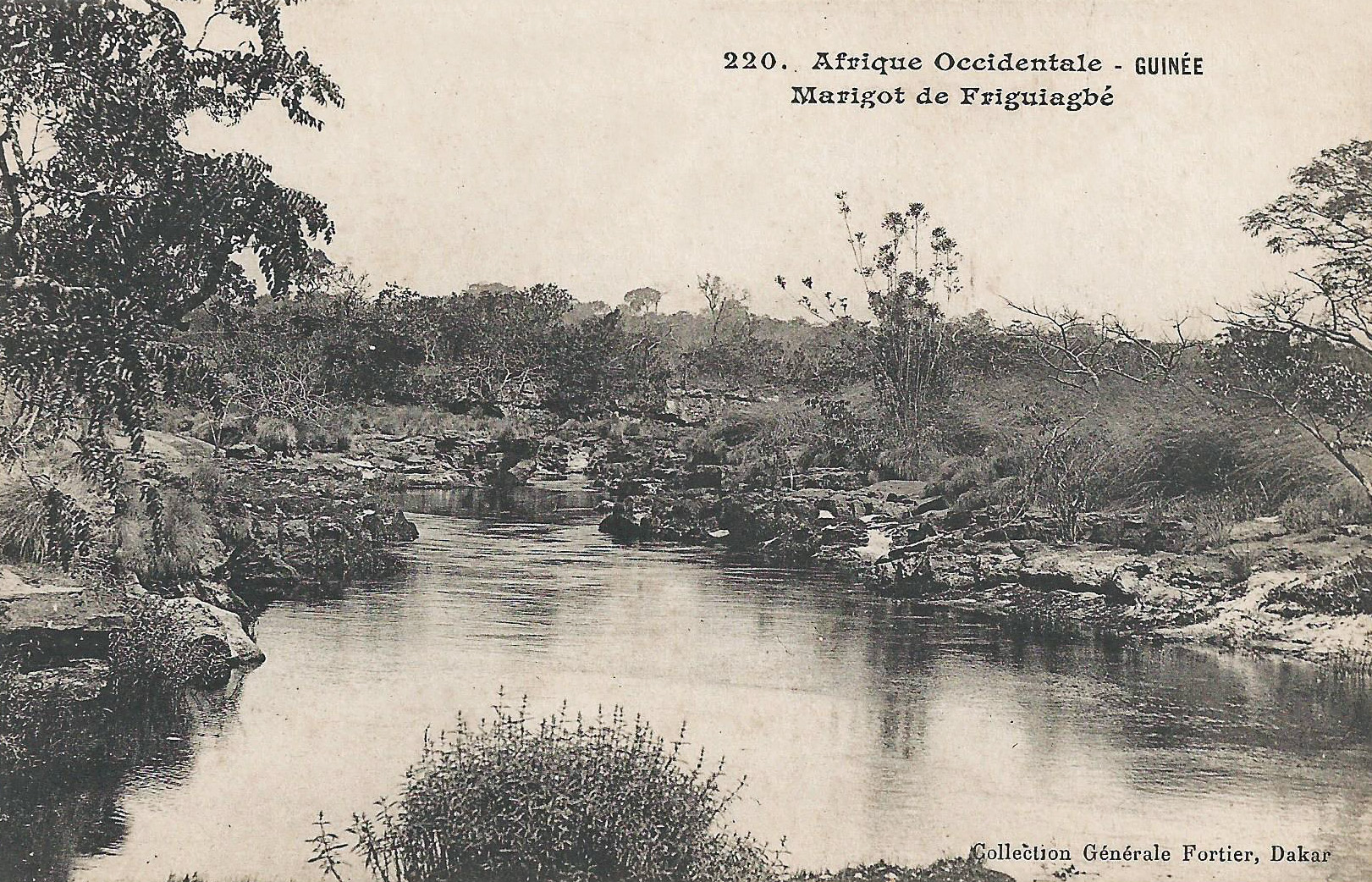
Le marigot de Friguiagbé.

Elle héberge un monastère bénédictin fondé en 1996 par l'abbaye Sainte-Marie de Maumont en Charente.

## Population
En 2016, le nombre d'habitants est estimé à 36 351, à partir d'une extrapolation officielle du recensement de 2014 qui en avait dénombré 34 062.